# Biotopi e Ripristini ambientali di Bentivoglio, S. Pietro in Casale, Malalbergo e Baricella
Biotopi e Ripristini ambientali di Bentivoglio, S. Pietro in Casale, Malalbergo e Baricella è il nome di un sito di interesse comunitario e zona di protezione speciale (ZPS) della rete Natura 2000 situato in Emilia-Romagna.
L'area protetta si estende per 3 205 ettari e comprende parti del territorio comunale di sei comuni della Città metropolitana di Bologna. Confina con la zona di protezione speciale Po di Primaro e Bacini di Traghetto (IT4060017) e comprende l'Area di riequilibrio ecologico Ex risaia di Bentivoglio e il biotopo "Casone del Partigiano".

## Descrizione e caratteristiche
Il sito si estende su una vasta area agricola di pianura, tra l'abitato di Bentivoglio e il Reno, occupata fino al XVIII secolo da un articolato sistema di paludi, le antiche "Valli di Malalbergo", originatosi a meridione dell'attuale corso del Reno a partire dal 1200 circa e che ha raggiunto la sua massima estensione verso sud tra il 1600 e il 1700.
Successivamente l'area è stata bonificata tramite la trasformazione delle paludi in risaie e con la manutenzione delle valli arginate per l'accumulo delle acque, le valli sono state infine prosciugate negli anni '50 e '60 quando è quasi cessata la coltivazione del riso.
Vennero conservati pochi biotopi nei quali i proprietari erano interessati soprattutto alla caccia. All'interno del sito l'unico biotopo "relitto" è "Valle La Comune" (63 ettari), situata a est di Malalbergo, tra i canali Botte e Lorgana. L'altro biotopo storico è "Le Tombe" (25 ettari), che dopo la scomparsa delle risaie negli anni '50, fu però coltivato per alcuni anni prima di essere ripristinato in parte nel 1967.
Tra gli anni ’60 e ’80 sono state realizzate le vasche di decantazione dei fanghi e delle acque degli zuccherifici di Malalbergo e San Pietro in Casale e numerosi bacini per l'itticoltura (alcune decine di ettari) che hanno costituito, insieme ai numerosi corsi d'acqua dell'area e ai piccoli appostamenti per la caccia, una sorta di "zattera di salvataggio" per alcune specie animali e vegetali che hanno saputo adattarsi a questo tipo di zone umide molto artificiali.
Tra il 1990 e il 2002 sono state ripristinate, soprattutto da parte di aziende agricole, vaste zone umide, praterie arbustate, boschetti e siepi su circa 550 ettari di terreni ritirati dalla produzione attraverso l'applicazione di misure agroambientali comunitarie finalizzate alla creazione e alla gestione di ambienti per specie animali e vegetali selvatiche. Le zone oggetto di ripristini ambientali sono localizzate ai margini di biotopi preesistenti e/o in coincidenza di zone recentemente prosciugate. Il sito comprende un tratto di 6,8 km del fiume Reno con le relative golene, dalla confluenza con il canale Navile al ponte tra S.Maria Codifiume e S.Pietro Capofiume, e tratti significativi dei canali Riolo, Tombe, Calcarata, Navile, Savena abbandonata, Botte che collegano tra loro le zone con ambienti naturali e seminaturali.

## Habitati tutelati
Ai sensi della Direttiva Habitat sono sei gli habitat presenti e tutelati nel sito e comprendono circa il 10% della superficie del sito:
- acque stagnanti, da oligotrofe a mesotrofe, con vegetazione dei Littorelletea unifloraee/o degli Isoëto-Nanojuncete (3130)
- laghi eutrofici naturali con vegetazione di Magnopotamion o Hydrocharition (3150)
- fiumi con argini melmosi con vegetazione del Chenopodion rubri e Bidention p.p. (3270)
- bordure planiziali, montane e alpine di megaforbie idrofile (6430)
- foreste miste riparie di grandi fiumi a Quercus robur, Ulmus laevis e Ulmus minor, Fraxinus excelsior o Fraxinus angustifolia (Ulmenionminoris) (91F0)
- foreste a galleria di Salix alba e Populus alba (92A0)

## Flora
Segnalata una specie di interesse comunitario (Marsilea quadrifolia). Tra le specie rare e/o minacciate presenti figurano Alisma lanceolatum, Oenanthe aquatica, Riccia fluitans, Veronica scutellata, Ludwigia palustris, Sagittaria sagittifolia, Salvinia natans, Senecio paludosus, Utricularia vulgaris, Leucojum aestivum.

## Fauna

### Uccelli
Sono segnalate complessivamente 49 specie di interesse comunitario, delle quali 17 nidificanti, e 122 specie migratrici, delle quali 63 nidificanti.
Il sito ospita popolazioni riproduttive importanti a livello nazionale di spatola (5-7 nidi), mignattino piombato (circa 90-250 nidi), cavaliere d'Italia (230 coppie), e a livello regionale di nitticora (112 nidi), airone rosso (60 nidi), falco di palude (5 nidi).
Altre specie di interesse comunitario che nidificano regolarmente sono tarabusino, garzetta, sgarza ciuffetto, airone bianco maggiore, moretta tabaccata, Albanella minore, sterna, martin pescatore, averla piccola, ortolano. Presso Valle La Comune è presente una delle più antiche garzaie note per l'Italia (citata a metà del 1500 da Ulisse Aldrovandi).
Tra le specie nidificanti rare e/o minacciate a livello regionale vi sono svasso maggiore, airone guardabuoi, oca selvatica (reintrodotta), canapiglia, alzavola, marzaiola, mestolone, fistione turco, moriglione, lodolaio, quaglia, upupa, pigliamosche. Le zone umide all'interno del sito sono di rilevante importanza a livello regionale per la sosta e l'alimentazione di ardeidi, rapaci, limicoli e anatidi migratori e svernanti.

### Rettili
Segnalata la testuggine palustre (Emys orbicularis), specie di interesse comunitario diffusa in tutto il sito e in particolare nel settore settentrionale.

### Anfibi
Il sito ospita una delle 3 aree dell'Emilia-Romagna in cui è presente la rana di Lataste (Rana latastei), specie di interesse comunitario. Degna di nota è la presenza della raganella (Hyla intermedia), con una popolazione in buono stato di conservazione.

### Pesci
L'ittiofauna comprende una specie di interesse comunitario (Cobitis taenia, cobite comune) e specie sempre più rare a livello regionale quali il luccio (Esox lucius), il triotto (Rutilus erythrophtalmus), la tinca (Tinca tinca).

### Invertebrati
Presente il lepidottero Lycaena dispar, specie di interesse comunitario legata agli ambienti palustri. Diffuso anche il lepidottero Zerynthia polyxena.